# شينودا غيسابورو
شينودا غيسابورو (1852-8 تشرين الأول\أكتوبر 1868) هو ساموراي ياباني من فترة إيدو المتأخرة، حيث كان في خدمة ماتسودايرا من إيزو. كان قائداً لقوات باياكوتاي التي انفصلت عن الفرقة الرئيسية، ووصلت إلى قمة تلة ليموري. ومنها اعتقدوا أنهم رأووا قلعة تسوروغا تشتعل، فانتحروا في يأس.